# Sky Showcase
Sky Showcase（スカイ・ショーケース）は、2021年9月1日にSky Maxと共に開始されたイギリスの有料テレビチャンネルである。アメリカ合衆国のメディア会社・コムキャストの一部門であるSkyグループによって所有および運営されている。
当チャンネルは、Sky Oneに代わるものとして2021年7月28日に発表された。Skyのチャンネルポートフォリオ全体（Sky Witness、Sky Documentaries、Sky Crime、Sky Nature、Sky Arts、Sky Max、Sky Comedy、Sky History、Sky Kids、SyFy、E!）からの番組の選択と、Sky CinemaとSky Sportsからの選択されたハイライトを放送する。Skyによって旗艦チャンネルとして、またSky Oneの代わりとして見られており、Sky Oneの番組は別の新しいチャンネルであるSky MaxとSky Comedyに移管された。

## 番組

### Sky Showcaseのみ
- バンザイ! キング・ジュリアン
- フューチュラマ
- マダガスカル:ア・リトル・ワイルド（英語版）
- The Mighty Ones（英語版）
- ザ・シンプソンズ
- トロールズ: トロールズトピア

### Sky Arts（英語版）同時放送
- ランドマーク

### Sky Comedy（英語版）同時放送
- コード404（英語版）
- ベルエアのフレッシュ・プリンス（英語版）
- モダン・ファミリー
- ウェリントン・パラノーマル（英語版）
- ふたりは友達? ウィル&グレイス
- ヤング・ロック（英語版）

### Sky Crime（英語版）同時放送
- ブルースとトゥース（Blues and Twos）
- モーターウェイ・パトロール（Motorway Patrol）
- ナッシング・トゥー・ディクレア（Nothing to Declare）

### Sky Documentaries（英語版）同時放送
- ホーキングとバンバーズ:農場での殺人（Hawking and The Bambers: Murder at the Farm）

### Sky Max（英語版）同時放送
- ア・リーグ・オブ・ゼア・オウン (イギリスのゲーム番組)（英語版）
- レジェンド・オブ・トゥモロー
- THE FLASH/フラッシュ
- フットボールズ・ファニエスト・モーメンツ（Football's Funniest Moments）
- ザ・フォース:マンチェスター（The Force: Manchester）
- HAWAII FIVE-0
- アワー・オブ・パワー（英語版）
- 私立探偵マグナム
- MANIFEST/マニフェスト
- 冒険野郎マクガイバー
- NCIS:LA 〜極秘潜入捜査班
- 放蕩息子（Prodigal Son）
- SWAT
- SUPERGIRL/スーパーガール
- ウルフ（Wolfe）

### Sky Nature（英語版）同時放送
- ビッグ・キャッツ:素晴らしい動物の家族（Big Cats: An Amazing Animal Family）
- インポッシブル・アニマルズ（Impossible Animals）
- モンキー・ライフ（Monkey Life）
- シャーク・ウィズ・スティーブ・バックシャル（Shark with Steve Backshall）

### Sky News同時放送
- ジ・アーリー・ランダウン (Sky News)（英語版）
- ケイ・バーリー (テレビ番組)（英語版）
- Sky News at 9（英語版）

### Sky Sports同時放送
- サッカーAM（英語版）